# Давні голоси дітей
"Давні голоси дітей" (Ancient voices of Children) - твір американського композитора Джорджа Крамба, що був замовлений Фондом Елізабет Спраг Кулідж (Elizabeth Sprague Coolidge Foundation) і написаний та вперше виконаний у 1970 році в будівлі бібліотеки Конгресу, що у штаті Вашингтон, як частина 14-го фестивалю камерної музики імені Кулідж (Coolidge Foundation's 14th Festival of Chamber Music).
Першими виконавцями твору Крама став Камерний ансамбль сучасної музики, разом із Ґлібертом Каліш (Gilbert Kalish) - (фортепіано), Ян де Ґаетані (Jan DeGaetani) - (мецо-сопрано), Мішель Даш (Michael Dash) - (дитяче сопрано).

## Форма
Композиція створена  для жіночого і дитячого сопрано, а також інструментального ансамблю: гобой, мандоліна, арфа, препароване фортепіано та лялькове (дитяче) фортепіано, а також ударні (три виконавці): там-там, тамбурин, тарілки, маримба, гірські давні тарілки. 
Піаніст грає також на дитячому фортепіано, виконавець на мандоліні також виконує певну партію й на музичній пилі, а гобоїст також грає й на гармоніці. 
Твір "Давні голоси дітей складається із 5 частин. Дві з них є лише інструментальними, які відіграють роль інтерлюдій: "Танці давньої землі" і "Танець привида".
Отож, твір складається із таких частин:
1. Дитина шукає свій голос (El niño busca su voz).  Танець давньої землі (інструментальна).
2. Я губився на морі безліч разів (Me he perdido muchas veces por el mar).
3. Звідки ти йдеш, любове, моя дитино? (De dónde vienes, amor, mi niño?). (Танець Духовного циклу життя).
4. Щообіду в Ґранаді, щообіду дитина помирає (Todas las tardes en Granada, todas las tardes se muere un niño).  Танець привида (інструментальна).
5. Моє шовкове серце наповнене світлом (Se ha llenado de luces mi corazón de seda).

## Особливості твору
"Давні голоси дітей" по факту можна назвати трагічною драмою музики Джорджа Крамба та поезії Ґарсія Лорки. Текст наповнений плачем та стражданнями люблячого, проте загубленого дитя, яке спочатку чується десь вдалі, поза сценою, доки в останній частині не з'являється перед слухачем разом, співаючи разом із вокалісткою-сопрано. Крамб писав, що він шукав музичні образи, які могли б передати та відтворити потужні, та все-таки примхливі і незрозумілі образи поезії Лорки. Він відчував, що найважливішими значеннями цієї поезії є життя, смерть, любов, запах смерті, звук морського вітру.  
Музика поєднує у собі ритмічні патерни  Піренеїв, болеро, а також мавританський плач, "повністю висушений". Проте ця музика, все-таки, тяжіє до життя в цілому й в усьому, і можливо, буде популярною ще для багатьох.
Інструменти для твору, як це зазвичай було характерно для Джорджа Крамба, були вибрані виключно за певними тембральними категоріями. 

### Частини твору
Твір "Давні голоси дітей складається із 5 частин. Дві з них є лише інструментальними, які відіграють роль інтерлюдій: "Танці давньої землі" і "Танець привида".
Отож, твір складається із таких частин:
1. Дитина шукає свій голос (El niño busca su voz).  Танець давньої землі (інструментальна).
2. Я багато разів губився на морі (Me he perdido muchas veces por el mar).
3. Звідки ти йдеш, любове, моя дитино? (De dónde vienes, amor, mi niño?). (Танець Духовного циклу життя).
4. Щообіду в Ґранаді, щообіду дитина гине (Todas las tardes en Granada, todas las tardes se muere un niño).  Танець привида (інструментальна).
5. Моє шовкове серце наповнене світлом (Se ha llenado de luces mi corazón de seda).

### Поетичне наповнення
Твір "Давні голоси дітей" має підзаголовок "Цикл пісень на тексти Федеріко Ґарсія Лорки". 
Події, які розвивалися у Іспанії (заворушення, Іспанська громадянська війна...) вплинули на Джоржа Крама, а особливо іспанський поет Ґарсія Лорка, якого було розстріляно фашистами у 1936 році. Саме цей поет і драматург дав іспанській літературі нові філософські роздуми та інтенції із темним містицизмом, а також часті доторки до теми смерті. 
Джордж використав поетичні уривки із ранніх збірок Лорки не тільки у цьому творі, а й у композиціях: "Нічна музика"(1963), "Мадригали", Книги I-VI (1965), "Пісні", "Відмова від смерті" (1968) і "Ніч чотирьох місяців" (1969). Проте саме "Давні голоси дітей" стали найпопулярнішою серією у ХХ столітті, незважаючи на складі гармонічні конструкції, ритми та особливу музичну стилістичну мову.

### Жіноче та дитяче сопрано
Партія вокалістки (жіноче сопрано) є доволі складною та вміщує у себе як моменти академічного співу, так і засоби вокальної стилістики, запропоновані композитором (Дж. Крамб використовує жіночий голос більше як інструмент, а не як невід'ємну частину особистості), а саме: 
1. Спів всередину роялю із відкритою кришкою - у творі це, напевне, один із найважчих вокалізів, із якими повинна впоратися вокалістка. Це створює певні акустичні ефекти - вібрації голосу, змушують за інерцією вібрувати струни роялю, а також створюючи ефект ехо, закручуючись спіраллю із роялю у публіку.
2. Різного роду вигуки, крики, глісандо та голосові тремоло.
3. У творі присутній ефект драматургічної роботи, де вокалістка повинна виконувати не тільки функцію виконавця, а й акторську.
4. У творі застосована вокальна техніка, придумана Крамбом, "плавний язик" ("flutter-tongue"): певного роду звукові коливання на звуці "р", із артикуляційними особливостями.

Дитяче сопрано (стандартно виконує хлопчик) має ті ж технічні труднощі, що й жіноче сопрано, проте виконавець-хлопчик спочатку починає співати не на сцені, поступово доходячи до неї і, в кінці, співаючи вже разом на сцені із вокалісткою (за філософією твору цей хлопчик шукає свій власний голос).  